# José Martínez (beisbolista)
José Miguel Martínez Martínez (nacido el 1 de abril de 1971 en Montecristi) es un ex  lanzador dominicano que jugó en las Grandes Ligas de Béisbol en cuatro juegos con los Padres de San Diego en  1994. Firmado por los Yankees de Nueva York como amateur en 1988, Martínez terminó con un récord de 0 victoria y 2 derrotas con una efectividad de 6.75 en 12.0 innings lanzados. Permitió 18 hits, 9 carreras (las 9 limpias), 2 jonrones; dio 5 bases por bolas (2 intencionales) y 7 ponches.